# 全国共同统治主义联盟
全国共同统治主义联盟（西班牙語：Unión Nacional Sinarquista）是墨西哥历史上的一个教权法西斯主义政党，其意识形态与长枪党类似。因其意识形态的原因，其反对革命制度党及其后继者之政策，后者自1929年至2000年，后又于2012年至2018年在墨西哥执政。其是唯一一个在墨西哥获得过全国性支持的右翼政党，在其1940年全盛时期拥有约50万党员。然而，其于1930年代末与1940年代初对轴心国的支持损害了其声誉。由于内部矛盾，其于1940年代中期分裂为多个互相敌对的派系。
1951年，因其在除瓜纳华托以外难以获得支持，作为一个政党的全国辛那其主义者联盟解散，其UNS派重组为墨西哥民主党，于1979至1988年在墨西哥下议院拥有12席。1997年，墨西哥民主党解散，但仍有两个皆声称其为墨西哥民主党合法继承者的组织继续存在。